# Da, mamă
Da, mamă este primul single al cântăreței Delia de pe albumul „Deliria”. Piesa este produsă de către Claudiu Ursache și Alex Cotoi și compusă de către Carla's Dreams, compozitorii hitului „Cum ne noi”.  Un mesaj complex ce stârnește controverse, un videoclip pe măsură și un sound cu tendințe rock fac din „Da, mamă” un hit ce reușește să zdruncine showbiz-ul românesc. Melodia stabilește și doboară record după record la  nivel național la doar o zi de la lansare. În doar 30 de ore înregistrează 1.000.000 de vizualizări, prima melodie românească ce ajunge la o asemenea performanță. Recordul stabilit de single-ul anterior, „Cum ne noi”, colaborarea devenită hit dintre Carla's Dreams și Delia și anume înregistrarea a 10.000.000 de vizualizări în numai o lună este doborât, „Da, mamă” le înregistrează în doar 19 zile. Un nou record, de această dată în număr de like-uri pe site-ul YouTube, cea mai controversată melodie a verii ajunge prima melodie în limba română ce depășește 100.000 de like-uri.
În topul celor mai vizionate videoclipuri de pe Youtube în România anului 2015, single-ul Deliei se clasează pe locul 2 cu 29.000.000 de vizualizări, iar prima poziție este ocupată de hitul anterior, „Cum ne noi”. 

## Bazele proiectului
„Da, mamă” este compusă de compozitorii hitului anterior, Carla's Dreams, și produsă de către Claudiu Ursache împreună cu Alex Cotoi.
Ce spune  Delia despre cum a început totul: 
 „Am fost în studioul Global Records să înregistrez „Cum ne noi” alături de Carla’s Dreams și mi-au arătat și demo-ul acestei piese. „Doar tu poți cânta și asuma mesajul asta”, mi-au spus ei. Și așa a și fost, imediat am înregistrat și ghidul, apoi am așteptat momentul oportun pentru a o lansa.”  

## Live
Single-ul "Da, mamă" a fost auzit pe 30 iunie 2015 pentru prima dată live la un post de radio, în timpul emisiunii „Morning ZU”. Interpretarea Deliei din studioul Radio Zu a fost înregistrată și postată pe contul oficial de YouTube al radio-ului unde a strâns peste 400.000 de vizualizări într-o săptămână, în prezent având peste 2.000.000.

## Videoclip

O scenă din clip în care sunt prezenţi Delia Matache și solistul trupei Carla's Dreams

Înainte de lansarea oficială a clipului pe 29 iunie 2015, un teaser al acestuia a fost încărcat pe contul oficial de YouTube al casei de producție Cat Music. 
Videoclipul este regizat de către Barna Nemethi avându-l pe Radu Stan ca producător și pe Marius Apopei ca DOP. Stylingul poartă semnătura Andra Moga, make-up artist a fost Alex Abagiu și hair stylist Camelia Negrea. Clipul o prezintă pe artistă într-o ipostază de fată alcoolică și relații toxice. În clip este prezent și solistul trupei Carla's Dreams,autorulul piesei respective.
Un real succes încă din primele ore, videoclipul a strâns în doar 30 de ore de la lansare peste 1.000.000 de vizualizări, fiind prima melodie în limba română ce ajunge la un asemenea record, iar în fix două luni înregistrează peste 20.000.000.

## Controverse
Jurnalistul Mircea Badea a acuzat în timpul emisiunii moderate de el la Antena 3 că este plagiată după melodia lui Eminem , „Sing for the moment”.De asemenea versurile piesei  au fost criticate pentru că încurajează consumul de alcool.
Cu siguranță cea mai controversată melodie a verii anului 2015, hitul „Da, mamă” a ajuns și în atenția Consiliului Național al Audiovizualului (CNA) după mai multe reclamații primite la adresa mesajului transmis, existând riscul difuzării la TV după ora 22:00 sau chiar interzicerea acestuia. În urma unor dezbateri pe tema melodiei, în special a versului „Da, mamă, sunt beată...”, membrii CNA au constatat că nu este încălcată legislația audiovizuală.

## Performanța în topuri
„Da, mamă” debutează la două săptămâni de la lansare în topul pieselor românești al Media Forest România pe poziția 7 cu un număr de 127 de difuzări.
Pentru prima dată, „Da, mamă” își face apariția în Romanian Top 100 pe locul 35, următoarea săptămână ocupând poziția 14.
Tot la două săptămâni de la lansarea de pe 29 iunie 2015, hitul debutează pe locul 31 în „Kiss Top 40” și în „Top 30 Airplay” la ProFM pe poziția 28. Cu o săptămână înainte, la Radio 21, în „Hit Super 50”, „Da, mamă” apare pentru prima dată pe locul 42.

## Topuri
| Grafic (2015)                   | Poziția |
| ------------------------------- | ------- |
| România (Romanian Top 100)      | 8       |
| România (Kiss Top 40/Kiss FM)   | 2       |
| România (Hit Super 50/Radio 21) | 9       |
| România (Media Forest)          | 5       |
| România (Top 30 Airplay/ProFM)  | 10      |
| România (Most Wanted/Radio Zu)  | 5       |

| Grafic (2015)          | Poziția |
| ---------------------- | ------- |
| România (Media Forest) | 31      |

## Lansări
| Țara    | Data          | Format           | Casă discuri |
| ------- | ------------- | ---------------- | ------------ |
| România | 29 iunie 2015 | Digital Download | Cat Music    |